# Maladera kamiyai
Maladera kamiyai är en skalbaggsart som beskrevs av K. Sawada 1937. Maladera kamiyai ingår i släktet Maladera och familjen Melolonthidae. Inga underarter finns listade i Catalogue of Life.